# Juan de Alvarado
Juan de Alvarado (Colindres, Cantabria, España, 1524 – † Cañete, Chile, 1569). Hidalgo español. Participó en la conquista de Chile entre 1551 y 1569. Casó por 1555 con María de Collados, hija de Diego Nieto Ortiz de Gaete, cuñado del gobernador Pedro de Valdivia. Fueron sus hijos el capitán Diego de Alvarado Collados y García de Alvarado, sacerdote.
De muy joven estuvo con Carlos V en la toma de la ciudad de Gante, en Flandes. En 1546 se embarca a las Indias desde España con su tío el mariscal Alonso de Alvarado y el virrey Pedro de La Gasca, quien fue enviado por Carlos V con amplios poderes para sofocar la rebelión de Gonzalo Pizarro en el Perú. Intervino en la batalla de Jaquijaguana, y pasó a Chile reclutado por Francisco de Villagra, en la expedición que vino por Tucumán en 1551.

## Intenta repoblar la ciudad de la Concepción
Alcalde y encomendero de la Concepción en 1553, estuvo presente en la Batalla de Marigüeñu —un poco al sur de Lota—, donde doscientos combatientes españoles dirigidos por Francisco de Villagra, bien pertrechados y apoyados por la artillería de los seis primeros cañones que hubo en Chile, intentan dar escarmiento a los indios y recuperar los territorios perdidos luego de la muerte del gobernador Pedro de Valdivia, pero son derrotados por Lautaro con las mismas estrategias usadas semanas antes para terminar con Valdivia, y obligados a huir y despoblar la ya por entonces próspera ciudad de la Concepción, para dirigirse a Santiago.
Poco más tarde el capitán Alvarado fue caudillo de los españoles en el intento de repoblar Concepción a fines de 1555. Atendiendo a una disposición de la Audiencia de Lima y las peticiones de los vecinos de Concepción que residían sin encomienda en Santiago, el Cabildo de esta última ciudad dispuso repoblar con sólo sesenta y ocho hombres la ciudad abandonada en 1554 por doscientos. El ataque mapuche, bien organizado por su líder Lautaro no demoró, y aunque los españoles se defendieron valientemente animados por Alvarado, la derrota fue rotunda. Murieron entre veinte y cuarenta castellanos y la jornada terminó, nuevamente, con la huida de los sobrevivientes a Santiago. A propósito de estos sucesos, Ercilla escribió:

Era caudillo y capitán de España,

El noble montañés Juan de Alvarado,

Hombre sagaz, solícito y de maña,

De gran esfuerzo y discreción dotado;

El cual con orden y presteza extraña,

Del presente peligro recatado,

Sazón no pierde, tiempo y coyuntura,

Antes las prevenciones apresura.

Juan de Alvarado con ingenio y arte

De la fuerza lo flaco fortifica,

Y en lo más necesario allí reparte

Gente del arcabuz y de la pica;

Proveído recaudo en toda parte,

A recebir al araucano pica

Con la ligera escuadra de caballo,

Por no mostrar temor en esperallo.

Alonso de Ercilla y Zúñiga, La Araucana, Canto IX

## Naufragio
Sin su encomienda de Concepción, y con el territorio de Arauco bajo soberanía mapuche, Juan de Alvarado, su mujer María de Collados y su pequeño hijo Diego, se embarcan en Valparaíso en un galeón junto a otros soldados y sus familias en el invierno del año siguiente, para avecindarse en Valdivia. Una tormenta con fuerte viento norte los llevó mucho más al sur, a la “provincia de los Coronados”, que así llamaban a Chiloé en aquel tiempo. El galeón naufragó probablemente en la playa sur de la actual bahía de Ancud, dónde quedó inutilizable. Fueron atacados por los nativos pero Alvarado se ganó su amistad, y consiguió que ayudaran a los españoles a fabricar un pequeño barco con los restos del naufragado. Finalmente la expedición logró llegar sin pérdida de vidas a Valdivia, dando de paso noticias de los territorios de Chiloé.

## Destierro
En 1559, luego de pacificar momentáneamente la región de Arauco con su ejército de quinientos soldados, abundante artillería, y varios miles de indios yanaconas (auxiliares), el gobernador don García Hurtado de Mendoza favoreció a los recién llegados de su hueste en el repartimiento de encomiendas de Concepción, que se poblaba de manera definitiva por tercera vez. Sin duda teniendo en cuenta el fracaso de Alvarado en la repoblación de esa ciudad en 1555, don García le despojó de su antigua encomienda de indios para entregársela a su pariente Rafael Guillamas de Mendoza. El capitán Alvarado se entrevistó con el gobernador para reclamar por la medida, y probablemente para hacer ver la diferencia de recursos entre la expedición de don García y la suya, que había intentado repoblar sin éxito. Durante la discusión don García, mientras se negaba a los argumentos del capitán, repetidamente le trataba de vos. El frustrado Alvarado viendo que no lograría recuperar su encomienda, se animó al menos a protestar contra tal tratamiento, expresando a Hurtado de Mendoza que él también era caballero hidalgo y que se le debía tratar de vuesa merced (es decir Usted). Al día siguiente un soldado anónimo arrojó en el aposento del Gobernador una carta en que se le reprochaba el tratamiento despreciativo que daba a sus subalternos. De inmediato, sin hacer ninguna investigación, don García hizo apresar al capitán Alvarado y dispuso su destierro del país. La pena finalmente no se llevó a efecto por la intervención de otros capitanes, sin embargo Juan de Alvarado debió seguir un largo pleito con Guillamas de Mendoza por el despojo de la encomienda, el que terminó en 1567 con sentencia del Consejo de Indias en contra suya.

## Muerte en Cañete
El capitán Alvarado murió combatiendo en las inmediaciones de la guarnición de Cañete en un encuentro con los mapuches hacia febrero de 1569. Luego de haber sido derrotados en la batalla de Mareguano, permanecían en ese fuerte bajo el mando del general Martín Ruiz de Gamboa unos ciento cincuenta soldados, desmoralizados y desabastecidos. Esperaban provisiones de Valdivia pero éstas tardaban en llegar, de modo que debió salir un grupo de unos sesenta hombres a recoger alimentos en los sembrados que los naturales tenían en las cercanías. Alonso de Góngora Marmolejo, soldado cronista contemporáneo de Alvarado, cuenta estos hechos así:

La fuerza de los indios se vinieron a donde Martín Ruiz tenía tomado el alto, con largas lanzas y con tanta determinación, que los cristianos, viéndose repentinamente acometidos, y en lugar mal acomodados para pelear a caballo, sin infantería y contra gente de a pie, por ser valles pequeños y estrechos de barrancas que lo cerraban, tocando la trompeta a recoger se hicieron a lo llano. Los que estaban en lo bajo de la quebrada quisieron subir a lo alto y tomar el camino que llevaban los demás. No lo pudieron hacer, porque los indios estaban a la defensa. Queriendo dalles lado y tomar otro camino, se embarazaron en unas ciénagas pequeñas: no habiendo otro paso puestos allí sino aquél, de necesidad habían de pasar a su ventura por entre los indios que estaban a pie con sus lanzas en las manos aguardándolos. Al pasar por entre ellos peleando, mataron al capitán Juan de Alvarado, vecino de Osorno, y a Sebastián de Garnica.
Alonso de Góngora Marmolejo